# Сосновенькое
Сосновенькое — деревня в Октябрьском районе Челябинской области России. Входит в состав Подовинное сельское поселение.

## География
Расположена в юго-западной части района, на берегу озера Сосновенькое (отсюда назв.), на расстоянии примерно 28 километров к северо-западу от села Октябрьское, административного центра района.

## История
Деревня основана в конце 19 века на месте заимки Сосновенькой в черте ст-цы Ключевской..

## Население
| 2002 | 2010 |
| ---- | ---- |
| 330  | ↘208 |

(в 1900 — 105, в 1926 — 44, в 1970 — 327, в 1983 — 354, в 1995 — 400)

## Улицы
- Улица Водовод
- Молодежная улица
- Полевая улица
- Приозерная улица
- Улица Труда
- Центральная улица
- Центральный переулок